# 64-й укреплённый район

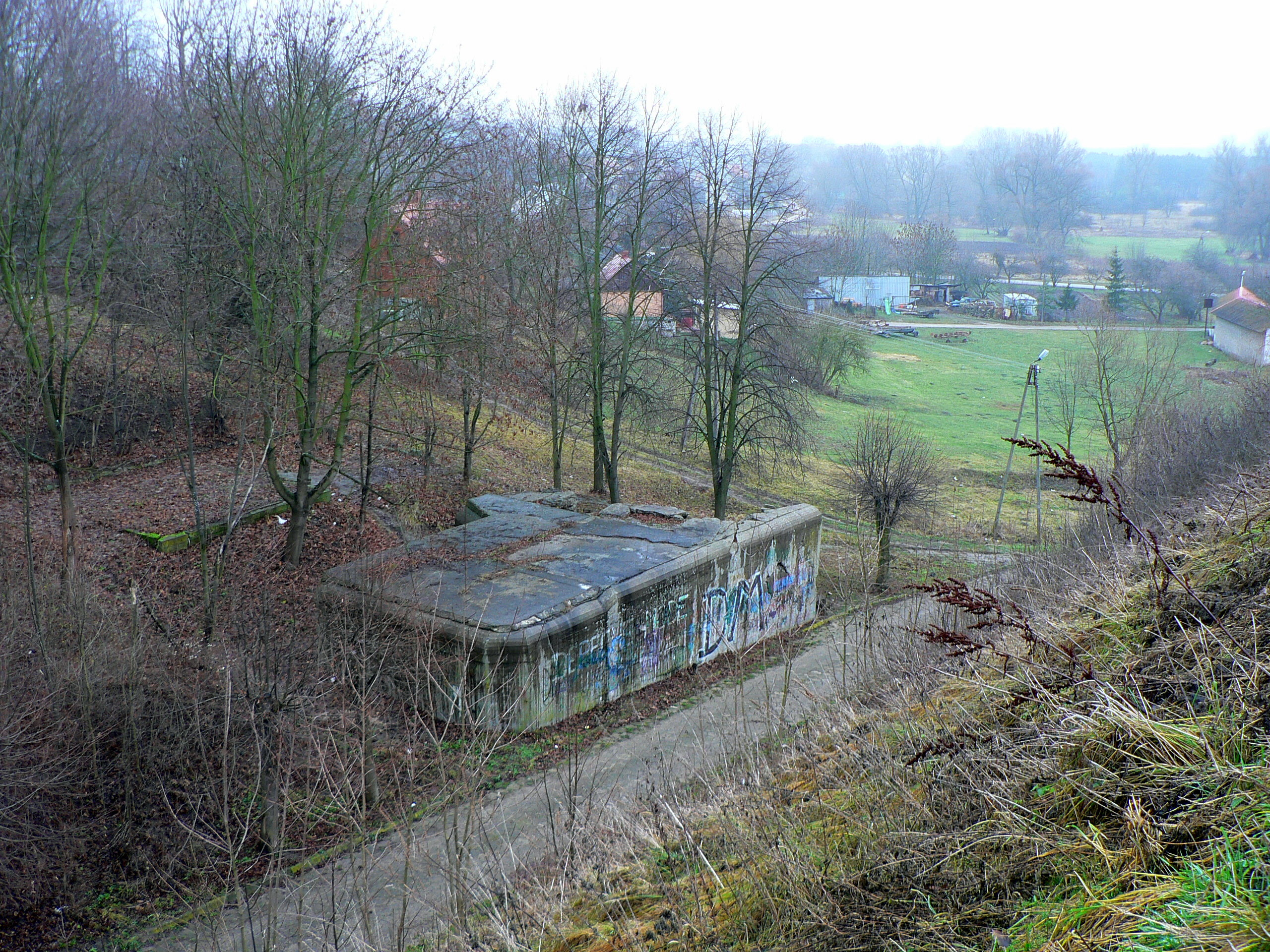
Огневая точка у Дорогичина (Польша).

64-й Замбрувский укреплённый район (64 УР) — комплекс оборонительных сооружений в СССР, возведённый в начале 40-х гг. XX в. в Белостокской области Белорусской ССР, и воинское формирование РККА СССР.

## Строительство
После присоединения Западной Белоруссии перед советским правительством встала задача по обеспечению обороны новой границы. Согласно директиве НКО от 26 июня 1940 года в Белорусском военном округе началось возведение нескольких укрепрайонов, в том числе и Замбрувского, который предназначался для прикрытия белостокского направления.
В Замбруве для строительства УРа было сформировано 73-е управление начальника строительства (УНС 73). К Управлению были прикреплены несколько районов Белостокской области: Ломжинский, Снядовский, Чижевский, Цехановецкий и Бранский. Партийные и советские власти этих районов должны были мобилизовать все ресурсы для оборонительного строительства.
При строительстве использовались комсомольские батальоны, однако при их формировании сразу возникли трудности. Так, по свидетельству младшего техника Фурмана, прибывшего в Барановичскую область для организации набора рабочей силы, при плане формирования батальона в 1000 человек удалось набрать лишь 272. К началу войны УР так и не был полностью достроен. Однако на 22 июня в нём шло строительство 550 дотов, уже было возведено 53 и вооружено 30. Сюда было поставлено 44 танка МС-1.
В апреле 1941 года командование 4-й армии получило из штаба Западного особого военного округа директиву, согласно которой надлежало разработать план прикрытия отмобилизования, сосредоточения и развёртывания войск на брестском направлении. В связи с изменением правой разграничительной линии округ передал для строительства южный участок Замбрувского УРа 74-му управлению начальника строительства и включил его в состав Брестского укреплённого района.
Сформирован как воинская часть 4 июня 1941 года.

## Великая Отечественная война
Укрепрайону пришлось принять бой с противником уже 22 июня 1941 года. Двое суток 7-я пехотная дивизия немцев пыталась прорваться сквозь позиции 12 и 14 пулемётно-артиллерийских батальонов укрепрайона в районе Шульбоже-Чижув и Ломжи.
На позициях УРа оборонялся также 169-й стрелковый полк 86-й стрелковой дивизии. На помощь ему во второй половине дня пришёл 124-й ГАП РГК. 330 полк дивизии, которого война застала на марше с дивизионных учений, вышел в район станции Чижув и развернулся на участке Зарембы — Чижув — Смолехи, использовав девять недостроенных дотов УРа. Однако основная позиция УРа в районе Зарембы уже была занята немцами. К полудню противник перешёл в наступление и, прорвав центр обороны полка, начал продвигаться на Чижув и Цехановец. Оставшиеся в живых красноармейцы, пограничники, курсанты и защитники УРа начали отход в направлении Шепетово.
Вечером 2-й батальон 169-го сп отошёл на подготовленный передний край Просеницкого УРа (батальонного узла 64-го УРа). Немцы приостановили наступление, но командир 5-го стрелкового корпуса, в который входила 86 сд, приказал оставить занимаемые позиции и отойти за реку Нарев. С согласия командира дивизии батальоны Замбрувского УРа были включены в состав 330-го сп. По некоторым данным, ряд гарнизонов до 27 июня продолжал защищать доты в одиночку, не имея связи со внешним миром.
Официальное расформирование УРа произошло 27 декабря 1941 года.

## Состав
| Воинское подразделение                            | Место дислокации | Условный номер |
| ------------------------------------------------- | ---------------- | -------------- |
| 64-е управление УР                                | Замбрув          | ?              |
| 12-й отдельный пулемётно-артиллерийский батальон  | Мяново           | ?              |
| 14-й отдельный пулемётно-артиллерийский батальон  | Мястково         | ?              |
| 62-й отдельный пулемётно-артиллерийский батальон  | Монтвица         | 3416           |
| 93-й отдельный пулемётно-артиллерийский батальон  | Вышомеж          | 3424           |
| 122-й отдельный пулемётно-артиллерийский батальон | Снядово          | 3426           |
| 125-й отдельный пулемётно-артиллерийский батальон | Попроц-Дюже      | 3428           |
| 123-й отдельный пулемётно-артиллерийский батальон | Шумово           | 3432           |
| 124-й отдельный пулемётно-артиллерийский батальон | Млыник           | 3435           |
| 129-й отдельный пулемётно-артиллерийский батальон | Цехановец        | 3437           |
| 74-я отдельная пулемётно-артиллерийская рота      | Пжитулы          | 3446           |
| 66-я отдельная артиллерийская батарея             | Хмелево          | 3525           |
| 68-я отдельная артиллерийская батарея             | Мястково         | 3527           |
| 16-я отдельная сапёрная рота                      | Снядово          | 3536           |
| 49-я отдельная рота связи                         | Замбрув          | ?              |
| 3-е отделение штаба                               | Замбрув          | ?              |

## Подчинение
| На дату    | Фронт (округ)  | Армия |
| ---------- | -------------- | ----- |
| 22.06.1941 | Западный фронт | -     |
| 01.07.1941 | Западный фронт | -     |
| 10.07.1941 | Западный фронт | -     |

## Коменданты
- Бердников Николай Алексеевич (11.02.1941 — июнь 1941), полковник.